# EJM
Pour les articles homonymes, voir EJM (homonymie).
EJM, de son vrai nom Jean-Michel Émilien, né à Vitry-sur-Seine (Val-de-Marne), est un rappeur et animateur socioculturel français. En 2012, il réside à Maisons-Alfort.

## Biographie
Émilien nait à Vitry-sur-Seine, dans le Val-de-Marne, et grandit dans le quartier Commune-de-Paris. Il débute dans le mouvement hip-hop dans les années 1980 à travers le break et le graffiti.
Habitué des sessions radiophoniques sur Radio Nova dans l'émission Deenastyle, EJM commence sa carrière musicale en 1989, avec le titre "Nous vivons tous" qui parait sur la compilation Earthquake Sound System – Assis sur le rythm, posés sur la version et le titre "Élément dangereux" sur la compilation Rapattitude l'année suivante qui bénéficie d'un clip vidéo tourné pour l'émission Rapline d'Olivier Cachin sur la chaine M6. Il signe ensuite sur la major BMG en 1990, avec laquelle il publie le single Je veux du cash en 1991, un mini album nommé État de choc la même année puis l'album La Rue et le Biz en 1993.
En 1995, après sa rupture de contrat avec BMG, il se lance en indépendant et monte son label G'Prod. Il sort deux albums sur ce label, l'un avec le groupe G'Squat qu'il forme avec Nigga-Phy et Bea-Gatsz, Album Concept - Volume 1 en 1996, et Controverse en 1997. Il participe en 1995 avec No One Is Innocent et Timide et sans complexe au mini album Antipolitique.
Le 17 octobre 2011, le documentaire EJM - Qui est-il? retrace son parcours et son apport à la naissance du hip-hop français. En avril 2012, le documentaire intitulé Himalaya, hymne à la rue qui traite des coulisses du rap français revient sur la carrière de EJM.
En septembre 2019, il rencontre DJ Keshkoon sur un terrain vague de Vitry-sur-Seine lors d'un évènement hip-hop. Ils décident d'enregistrer avec le rappeur Rotka le EP EJM & Rotka qui sort en octobre 2020.
À l'été 2023, 30 ans après La Rue et le Biz, EJM sort un mini album, L'époque, aux influences hip-hop et reggae dancehall, produit par DJ Keshkoon.

## Discographie

### Albums
- 1993 : La Rue et le Biz
- 1997 : Controverse

### Mini albums, EPs et singles
- 1991 : État de choc
- 1991 : Je veux du cash (single)
- 2021 : EJM & Rotka (EP)
- 2023 : L'époque

### Albums collaboratifs
- 1995 : Antipolitique (avec No One Is Innocent et Timide et sans complexe)
- 1996 : G'Squat - Album Concept Volume 1 (avec Nigga-Phy et Bea-Gatsz)

### Compilation et mixtapes
- 1989 : "Nous vivons tous" (sur la compilation Earthquake Sound System - Assis sur le rythme, posés sur la version)
- 1990 : "Élément dangereux" (sur la compilation Rapattitude)
- 1995 : "Freestyle linguistique" (sur l'album La vague sensorielle du groupe Mighty Bob)
- 1995 : "Fêlé" (sur la compilation Time Bomb - Volume 1)
- 1995 : "GigaleegangSound" (sur la compilation Jungle Vibes 2 du label Selector)
- 1997 : "La solidarité noire" (sur l'album Le mal de la nuit de Tout Simplement Noir)
- 1997 : "Check L'intellect" (sur l'album For Nothing de Silent Poets (en))
- 2001 : "Hexagone" (sur la compilation Hexagone 2001)
- 2005 : "Monde violent" (sur l'album Numéro d'écrou 8460-F d'Alibi Montana)
- 2009 : "Rap and Roll" (sur l'album System Dee de Dee Nasty)
- 2010 : "Faut nous laisser en paix" (avec Need 127)
- 2010 : "Sale temps pour un bronzé" (sur l'album Renégat du Téléphone Arabe)
- 2021 : "Life Goes On" (sur le EP La vie continue... de L'AnimAlxxx)
- 2022 : "Come Faya (Gunshot Nah Gunshot Riddim)"
- 2022 : "Barrio" (sur l'album Quarantaine 2020 de DJ Keshkoon)

### DVD
- 2002 : Rap Attack (documentaire de Chimiste)
- 2010 : L.A.xagone (documentaire de J'L'Tismé et Aelpeacha)
- 2011 : EJM - Qui est il ? (documentaire de Mehdi Bara)